# Musée d'Art Tanabe
Le musée d'Art Tanabe (田部美術館, Tanabe Bijutsukan) est créé en 1979 à Matsue dans la préfecture de Shimane, au Japon. Conçu par Kiyonori Kikutake et avec une superficie totale de 854 m2, il héberge une collection d'ustensiles pour la cérémonie du thé japonaise et autres trésors acquis par le clan Tanabe local,.

## Source de la traduction
- (en) Cet article est partiellement ou en totalité issu de l’article de Wikipédia en anglais intitulé « Tanabe Art Museum » (voir la liste des auteurs).